# سیارک ۳۹۲۲
سیارک ۳۹۲۲ (به انگلیسی: 3922 Heather، نامگذاری:1971SP3) سه هزار و نهصد و بیست و دومین سیارک کشف شده‌است که در ۲۶ سپتامبر ۱۹۷۱ کشف شد.
قدر مطلق سیارک برابر ۱۲٫۵۰ است.